# Age of Mythology
Age of Mythology (abreviado AoM) es un videojuego de estrategia en tiempo real para computadoras personales, desarrollado por Ensemble Studios y más tarde por Skybox Labs (su remaster), y publicado por Microsoft Games en 2002.
Age of Mythology mantiene la misma mecánica de la serie Age of Empires y es muy similar en algunos aspectos por lo que podría considerarse como un spin-off. Sin embargo, cuenta con gráficos 3D y en lugar de enfocarse en la Historia, se centra en la mitología y leyendas de los egipcios, griegos, y nórdicos.
Age of Empires: Mythologies es una spin-off de la secuela de Age of Empires: The Age of Kings, pero con la diferencia de añadir los elementos mitológicos incluidos en Age of Mythology. 
El juego introduce conceptos nuevos como los asentamientos, o nuevos recursos como el favor de los dioses, entre otros. Además se opta por adorar a un dios mayor determinado antes de avanzar una edad, inspiración que se ve reflejada años más tarde en Age of Empires III. Al igual que muchos juegos de estrategia, el juego cuenta con una expansión desde 2003 denominada Age of Mythology: The Titans Expansión. El 8 de mayo de 2014 sacaron una versión extendida llamada Age of Mythology: Extended Edition en Steam, la cual se trata de un remake de Age of Mythology en que tiene los gráficos HD, una mejor resolución, viene combinado junto con su primera expansión. A principios del 2016 salió la segunda expansión de Age of Mythology denominada Age of Mythology: Tale of the Dragon, dedicada a la mitología china.
Producto del trabajo conjunto de World's Edge, Forgotten Empires, Tantalus Media, CaptureAge y Virtuos Games surgió Age of Mythology: Retold en 2024. Combinando los mejores elementos de la versión clásica y adicionándole modernos efectos visuales y modos de juego, incorporando mejoras en el comportamiento semiautomático de las unidades y la interfaz gráfica y la actualización mediante expansiones de las civilizaciones, acciones vistas previamente en el Age of Empires IV. 

## Mecánica del juego
Cada jugador inicia su partida con un centro urbano construido sobre un asentamiento, donde se pueden entrenar aldeanos que recogerán diversos recursos (oro, alimento y madera) que podrán ser empleados para construir edificios, investigar tecnologías y entrenar unidades. Además, cada jugador podrá ganar favores de sus dioses, un nuevo tipo de recurso que podrá ser usado para entrenar unidades míticas e investigar tecnologías adicionales.
Conforme se avanza de edad, el jugador dispondrá de una mayor gama de unidades y edificios que construir, además de unas tecnologías que harán más poderosa la civilización.
El jugador debe elegir entre 9 dioses mayores en función de la civilización a la que pertenezca:
- Griegos: adoran a Zeus, Hades o Poseidón.
- Egipcios: adoran a Ra, Set o Isis.
- Nórdicos: adoran a Thor, Odín o Loki.

Cada civilización tiene sus ventajas y debilidades, mientras que cada dios otorga un favor determinado que ayudará al jugador a ganar las batallas.
El juego da vida a personajes y criaturas de la mitología griega, mitología egipcia y mitología nórdica aunque también presenta otros personajes totalmente ficticios.
El objetivo principal es derrotar a las civilizaciones enemigas, bien derrotándolas militarmente, construyendo y manteniendo una "Maravilla", o conquistando todos los asentamientos del mapa.

## Campañas
A diferencia de las campañas de Age of Empires II: The Age of Kings y Age of Empires III, Age of Mythology sólo tiene una campaña militar, significativamente larga, con un total de 32 escenarios.

### La caída del tridente
La campaña comienza en la Atlántida, donde su mejor almirante es Arkantos, quien tiene un sueño donde Atenea le advierte de que su isla aún tiene enemigos. Arkantos se propone recuperar el favor de Poseidón y repele una serie de invasiones de los piratas Velas Negras dirigidos por el minotauro Camos antes de unirse a Áyax y Ulises en la Guerra de Troya. Después, Áyax recomienda a Arkantos navegar a Iolcos, hogar del centauro Quirón, para reparar sus naves. Cuando llegan sin embargo, el puerto ha sido invadido. Quirón los guía hacia el Norte donde encuentran unos prisioneros obligados a excavar una entrada al inframundo siguiendo órdenes de Gargarensis, un cíclope general señor de la guerra. Los héroes entran en el inframundo, donde Gargarensis está tratando de abrir las puertas del Tártaro para liberar al titán Cronos. En el mismo inframundo, Arkantos comprueba que ha perdido totalmente el favor de Poseidón, y que solo Zeus le favorece.
Los héroes alcanzan la superficie en Egipto, donde deciden ayudar a la mercenaria nubia Amanra contra los bandidos dirigidos por Kemsyt. Ella les revela que Osiris ha sido asesinado por Set, quien ayuda a Gargarensis. Amanra planea entonces reunir las partes del cuerpo de Osiris esparcidas por el desierto y así resucitarlo. Durante este tiempo Arkantos sueña de nuevo con Atenea, quien le revela que Gargarensis desea liberar a Cronos, encerrado por Zeus en el Tártaro, para hacerse inmortal. Amanra y Quirón recuperan algunas de las partes de Osiris, mientras que Áyax y Arkantos recuperan la parte final en poder de Camos, ejecutado finalmente por Arkantos. Con todas las piezas juntas, Osiris es resucitado y destruye el ejército de Gargarensis, por lo que el cíclope huye finalmente a las tierras nórdicas.
En el camino hacia el Norte, Áyax y Arkantos encuentran la nave naufragada de Ulises, que ha sido maldecido por Circe, y así luchan y liberan a su tripulación, que han sido convertidos en cerdos.
Cuando los héroes llegan al Norte, los hermanos enanos Brok y Eitri les dicen como llegar al Inframundo a cambio de echar a los gigantes de su forja. Más tarde, Arkantos es engañado por el anciano Skult en su intento de pacificar y unificar los distintos clanes nórdicos, Skult es en realidad Loki, también aliado de Gargarensis. Pero con la ayuda de la valquiria Reginleif ubican a Gargarensis y la puerta del Tártaro. Dentro, los héroes son perseguidos por los gigantes de fuego hasta que Quirón se sacrifica para salvarlos. Mientras Gargarensis está en la puerta, Brokk y Eitri han estado reconstruyendo el martillo de Thor, destrozado por Loki, que termina sellando la puerta.
De vuelta a la superficie, Arkantos se enfrenta a Gargarensis con la ayuda de Ulises, donde el cíclope es aparentemente capturado y ejecutado. Arkantos navega de regreso a la Atlántida, pero cuando saca la cabeza de Gargarensis, descubre que han sido engañados por Loki, pues la cabeza es en realidad de Kemsyt. Gargarensis todavía está vivo, y está en la mismísima Atlántida, tratando de abrir la última puerta. Arkantos es bendecido por Zeus y se enfrenta a Gargarensis en el templo de Poseidón, donde el cíclope es derrotado y la Atlántida se hunde en el océano, junto con Arkantos. Mientras que el resto de los héroes zarpan con los supervivientes atlantes. Tras la grandiosa hazaña, Atenea recompensa a Arkantos convirtiéndolo en un diós.

### La ofrenda de oro
Una campaña oficial, la ofrenda de oro, fue lanzada como descarga en el sitio web de Microsoft. La campaña sigue las aventuras de Brokk y Eitri, los enanos que aparecían en la campaña inicial. La trama se desarrolla con los dos enanos que planean crear un jabalí gigante de oro como ofrenda al dios Freyr. Mientras trabajaban por separado, Brokk es visitado por Skult, quien le advierte de que Eitri está haciendo los preparativos para crear el jabalí sin su hermano, y lo mismo le dice a Eitri acerca de Brokk. Mientras ambos hermanos compiten para completar el jabalí en la gran forja, Skult roba la pieza terminada y la mantiene en la fortaleza de Loki. Los hermanos asaltan la base y el jabalí finalmente es recuperado con éxito y ofrecido a Freyr.

## Modos de juego
El juego cuenta con 2 modos de juego:
- Un jugador:

- Tutorial: Una guía de juego para los usuarios novatos donde aprenderán la mecánica del juego guiando a Arkantos en su lucha contra Theris.
- Mapa aleatorio: Una partida estándar entre el jugador y varios enemigos, en la cual dependerá del modo de juego para ganarla:

- Supremacía: El jugador deberá derrotar a las otras civilizaciones siendo superior con su civilización. Para ello existen 3 formas de ganar el juego:
- Derrotando a todos los enemigos.

- Controlando todos los asentamientos neutrales del mapa.
- Construyendo una "Maravilla", solo disponible en la última edad. Su construcción es lenta y requiere una gran cantidad de recursos. Al finalizar la construcción, se inicia una cuenta regresiva que cuando acaba, dará la victoria al creador de dicha maravilla y a sus aliados.

- Conquista: El jugador gana derrotando completamente a todos sus enemigos. No se gana por "Asentamientos" o "Maravillas".
- A muerte: Los jugadores reciben grandes cantidades de recursos y aldeanos al iniciar la partida. El avance de edad es rápido; se desarrollan automáticamente todas las mejoras disponibles, sin costo y al instante. En este tipo de partidas los poderes divinos tardan un tiempo antes de obtenerse. Tampoco se gana por "Asentamientos" o "Maravillas".
- Relámpago: Igual que "Supremacía" pero con la velocidad aumentada.

- Campaña: Se juega la campaña de "La caída del tridente" o "La ofrenda de oro".

- Multijugador: Se participa en partidas en línea con otros jugadores por Internet a través del servidor Ensemble Studios Online (ESO). En este modo se incluyen 15 mapas, que se generan de manera aleatoria según ciertas condiciones.[8]

Además el juego tiene un editor de escenarios donde el jugador puede crear mundos según sus preferencias.

## Edades
Al iniciar una partida se escoge uno de los 9 dioses mayores que ofrece el juego. Esta elección determinará las bonificaciones a la civilización y el primer poder divino. Con el avance de las edades, el jugador obtiene nuevas unidades, edificios y tecnologías. Para avanzar edades se debe escoger a un dios menor entre dos posibilidades, cada dios mayor cuenta con una baraja de 6 dioses menores para elegir, dos por cada edad. Cada dios menor ofrece unidades y tecnologías míticas diferentes, además de un poder divino único por cada edad. Existen cuatro edades:
- Arcaica: No se pueden crear unidades militares, excepto los Nórdicos. Esta edad se centra en la obtención de recursos y en la exploración del mapa. También se pueden obtener las primeras unidades míticas en los templos.
- Clásica: Se crean ya las primeras unidades militares, así como los edificios necesarios para entrenarlas. Las unidades míticas del templo, así como los edificios y tecnologías se diversifican.
- Heroica: Se presentan nuevas tecnologías y unidades para la civilización. También se abre la posibilidad de construir mercados para comerciar, armas de asedio, grandes fortalezas defensivas, y construir nuevos centros urbanos.
- Mítica: Se completa el árbol tecnológico de cada civilización, pudiendo mejorar al máximo todas las unidades y edificios. Abre la posibilidad de construir una maravilla y mantenerla para ganar la partida.

## Recursos
Para crear o mejorar unidades y edificios, el jugador debe recolectar recursos. Los aldeanos y pesqueros son las unidades civiles que se encargan de recolectar estos recursos, aunque existen algunas formas auxiliares que ayudan a incrementar esa recolección. Hay cuatro recursos:
- Alimento: Se obtiene de la caza, el pastoreo de animales, cosechando arbustos frutales o granjas. Los barcos pesqueros lo obtienen de la pesca en el mar. Se usa para entrenar unidades e investigar tecnologías.
- Madera: Se obtiene de la tala de árboles y sirve básicamente para construir edificios, además de entrenar ciertas unidades e investigar tecnologías.
- Oro: Se obtiene de las minas de oro o de las rutas comerciales establecidas entre un centro urbano y un mercado. El oro es muy valioso y se usa para todos los aspectos del juego: entrenar unidades, construir edificios e investigar tecnologías.
- Favor divino: Este recurso es único en el juego. El favor de los dioses permite crear unidades míticas, es necesario para investigar algunas tecnologías divinas y construir ciertos edificios. Los favores son concedidos cuando la civilización complace a su dios mayor. Cada civilización obtiene favor de sus dioses de una manera diferente;

- Los dioses griegos prefieren la adoración, los aldeanos deben rezar en los templos para recibir la bendición divina.
- Los dioses egipcios prefieren grandes edificaciones, sus favores se obtienen mediante la construcción de 5 monumentos: Monumento a los aldeanos, monumento a los soldados, monumento a los sacerdotes, monumento a los faraones y monumento a los dioses. Cabe destacar que se puede usar al faraón en un monumento para que este produzca favores más rápido, en caso de jugar con Ra, los sacerdotes también pueden bendecir a los monumentos.
- Los dioses nórdicos prefieren la lucha. Los favores aumentan cuando los soldados se encuentran luchando. Los hersires o héroes nórdicos generan más favores que los soldados normales.
- Los dioses Atlantes prefieren la creación de asentamientos, sus favores se obtienen de la construcción de estos. Entre más asentamientos más rápida es la carga de los favores.

## Edificios
Los aldeanos se encargan de construir los distintos edificios disponibles en AoM para cada civilización y edad a partir de madera y oro, excepto en la civilización nórdica, donde quienes construyen son las unidades de infantería. La mayoría de los edificios son comunes para todas las civilizaciones, aunque existen algunos edificios específicos.

## Unidades

### Civiles
- Aldeanos: Los aldeanos griegos y los trabajadores egipcios se encargan de recoger recursos, construir y reparar edificios, siendo su capacidad de ataque prácticamente nula. Los nórdicos poseen dos aldeanos: los "recolectores" que son hábiles en la recogida de comida y madera, y los enanos que son hábiles en la recogida de oro. Ambas unidades son lentas en la recogida de recursos para la que no son tan hábiles. La milicia nórdica se encarga de la construcción y reparación de edificios.
- Pesqueros: Se crean en los muelles y se utilizan para recoger pescado en el mar.
- Unidades comerciales: Las unidades comerciales son las caravanas. Se crean en los mercados y hacen viajes de ida y vuelta entre el mercado y un centro urbano generando oro. Cuanto más larga es la ruta comercial, más oro generan.

### Militares
- Soldados humanos: Hombres mortales que combaten con espadas, lanzas y flechas, clasificados en infantería, arqueros y caballería (en el caso de los egipcios camellos y elefantes de guerra), cada tipo es bueno contra un tipo específico, por ejemplo, los lanceros son buenos contra caballería, pero son malos contra arqueros. Sin importar el tipo de soldado causan un mayor daño contra los héroes, y son débiles contra bestias míticas.
- Unidades míticas: Son unidades que se crean en el templo, y algunas en el muelle, gracias al favor de los dioses, el avance de edad permite crear nuevas unidades míticas y más fuertes. Son muy eficaces contra los soldados humanos y algunas incluso contra edificios y barcos. La mayoría cuenta con una habilidad especial que se usa cada cierto tiempo en combate. También hay unidades míticas sin ataque pero útiles para explorar el mapa. Las unidades míticas son débiles contra héroes.
- Unidades de asedio: Máquinas y bestias especializadas en destruir edificios poderosos como centros urbanos o fortalezas. Son lentas pero de gran poder destructivo. Se pueden dividir en: Torres de asedio: Poderosas y más veloces que las demás, cuentan con la capacidad de lanzar flechas contra las unidades, haciéndolas menos vulnerables. Catapultas: De gran alcance y lentitud estas destructivas unidades cuentan con la ventaja de quedarse muy atrás para atacar, de fuego lento e impreciso (contra edificios necesitaran algunos intentos para atinar siempre al blanco, contra unidades es casi imposible que acierten, por lo que son débiles ante ellas). Bestias mitológicas: Estas son las más poderosas, siendo autosuficientes, las siete que pueden ser usadas para este propósito son: Griegos: Cíclope Ancestral (mejora del cíclope común), Coloso (buena armadura y ataque, si lo mandas a una mina o árbol se recupera), León de Nemea. Egipcios: Escarabajo (con la ventaja de recuperarse solo). Nórdicos: Einherjar, Gigante de la Montaña y Gigante de Fuego.
- Barcos de guerra: Barcos especializados en el ataque a diversos objetivos. También están los barcos de transporte, que permiten trasladar unidades por el mar.

### Héroes
Son unidades únicas reconocibles por el aura que los rodea. A diferencia de las unidades comunes, los héroes son muy eficaces contra las unidades míticas, son inmunes a sus habilidades especiales y además tienen sus propias habilidades especiales similares a las de las unidades míticas. Aunque existen héroes míticos y hasta un barco héroe, la mayoría son unidades humanas.
Los héroes griegos y el faraón (héroe egipcio) tienen la capacidad de resucitar tras su muerte en los centros urbanos y en las fortalezas, salvo los héroes mayores de la campaña, como Arkantos, Ulises o Amanra, que reviven cuando unidades amigas se acercan a sus cadáveres aún latentes. Los héroes también tienen la capacidad de autorregenerarse tras una batalla.
Con excepción de los sacerdotes egipcios, los héroes son además las únicas unidades que pueden recoger y depositar reliquias en los templos.

## Civilizaciones y deidades
AoM da la posibilidad de elegir entre 15 dioses mayores de 5 civilizaciones distintas (Griegos, Nórdicos, Egipcios, Atlantes y Chinos). Cada uno cuenta con una baraja de 6 dioses menores para elegir, 2 por cada edad a avanzar. Los dioses menores brindan acceso a diferentes unidades míticas, tecnologías y poderes divinos.

### Deidades Griegas
- "Zeus": Rey del olimpo y dios del rayo, es uno de los tres Dioses Griegos que debes elegir al principio.

No posee unidad mítica y su poder divino es el "Rayo", que permite seleccionar una unidad con él y que caiga un rayo del cielo sobre este, matándolo instantáneamente. En caso de utilizarlo contra un Titán, solo le reduce de una forma amplia su vida.
Una característica de elegir este Dios es que a partir de la Edad Mítica tendrás una unidad de infantería de élite solo disponible solo si lo eliges a él, los Mirmidones, que no sólo son efectivos contra todo tipo de unidad militar, sino que son más resistentes a las unidades míticas.
Existen 4 Héroes disponibles para crear a medida avanzas de edad, Jasón (Edad Arcaica), Ulises (Edad Clásica), Hércules (Edad Heroica) y Beleforonte (Unidad Mítica).
- "Poseidón": dios de los mares, es otro de los tres dioses griegos que puedes seleccionar al iniciar una partida.

Al ser Poseidón el Dios del mar, cuando crees un muelle podrás crear una unidad mítica de exploración llamada "Caballito de Mar", que no puede atacar pero es rápida y sirve para explorar el terreno marítimo. El poder divino que consigues al elegirlo es el de "Señuelo", que hará aparecer un pequeño edificio del mismo nombre que atraerá animales a él.
Si lo eliges a él, a partir de la Edad Mítica podrás crear una unidad especial de caballería en Fortalezas y Establos, denominadas Heitaroi, que son efectivas contra edificios y son resistentes a las unidades míticas.
Los 4 Héroes disponibles para crear a medida avanzas de edad son Teseo (Edad Arcaica), Hipólita (Edad Clásica), Atalanta (Edad Heroica) y Polifemo (Edad Mítica).
- "Hades": dios del inframundo(infierno) es el último dios disponible a elegir al iniciar el juego.

Su Poder Divino es denominado "Centinela", que permite utilizarlo sobre un centro urbano, al que le crecerán cuatro unidades fijas alrededor del mismo nombre que lanzan flechas a quienes se acercan.
Además, cada cierto número de unidades muertas aparece en tu templo una unidad mítica débil llamada "Sombra de Hades".
Una característica al jugar con él es que al llegar a la Edad Mítica en el juego puedes crear una unidad arquera de élite que puede ser creada en Fortalezas y Centros de Arqueros, denominada Gastrafitas, que son eficaces contra edificios.
Los 4 héroes que puedes crear a medida que avanzas de edad son Ájax (Edad Arcaica), Quirón (Edad Clásica), Aquiles (Edad Heroica) y Perseo (Edad Mítica).
- "Hermes": El mensajero de los dioses, es un dios menor que puedes elegir al avanzar en la Edad Clásica.

La Unidad Mítica que te otorga la gracia de Hermes es el centauro, una unidad de ataque a distancia que ataca con arco y flecha y tiene un ataque especial en el que lanza tres fechas a la vez, haciendo bastante daño. A ésta unidad puedes aplicarle la mejora para pasarlo a Centauro Polemarca, que posee más resistencia y precisión.
El Poder Divino que otorga es llamado "Alto el Fuego", y cuando es utilizado cesa la música del juego y se oye el chirrido de palomas, al tiempo se ven palomas blancas en la pantalla. Al usar el poder por un minuto entero ninguna unidad puede atacar a otra, ni tampoco pueden los edificios.
- "Atenea": diosa de la sabiduría, es una diosa menor que puedes elegir al avanzar en la Edad Clásica.

La Unidad Mítica que te otorga es el Minotauro, un hombre toro que ataca con un hacha y cuyo poder especial es una topada en la que lanza un soldado lejos quitándole bastantes puntos de resistencia. A su vez, este puede mejorarse para convertirse en un Minotauro Toro, que aumenta su ataque y resistencia.
El Poder Divino que te da es el de Recuperación, el cual permite que a cierto grupo de unidades se le eleve nuevamente los puntos de resistencia al máximo. No funciona en Titanes.
- "Ares": dios de la guerra, es el tercer dios disponible a elegir al avanzar a la Edad Clásica.

La unidad mítica que te otorga es el Cíclope, una unidad resistente cuyo poder especial es levantar a un soldado humano y lanzarlo por los aires a otra unidad enemiga, quitándole muchos puntos de resistencia a ambos.
El poder divino que te da es el de Pestilencia, que al seleccionarlo en un área con edificios enemigos, les aparecerá a éstos una especie de insectos arriba que no permiten al enemigo crear unidades en los edificios afectados. No funciona en Centros Urbanos.
- "Dionisio": El dios del vino y la fiesta es uno de los tres dioses disponibles a elegir al avanzar a la Edad Heroica.

Este Dios te otorga dos Unidades Míticas, la primera es la Hidra, una unidad terrestre fuerte y resistente con mucho ataque, que a medida pierda puntos de resistencia le crecen más cabezas y aumenta su ataque. 
La segunda es la Escila, que tiene las mismas características que la Hidra, solo que ésta es una unidad marina.
El poder que Dionisio te otorga es el "Bronce", que te permite seleccionar un grupo de unidades que se teñirán de Bronce, aumentando sus armaduras anticortantes y antiproyectiles, es decir, los hace más resistentes por un breve período de tiempo.
- "Apolo": El dios de la belleza y la música, cuyas mejoras que otorga son beneficios a tus arqueros.

La Unidad Mítica que te permite crear es la Mantícora, una especie de Felino Rojo con una cola que termina en varias puntas, con ataque a distancia lanzando varias puntas hacia las unidades. El Poder Divino que te afecta es "Pasaje al Inframundo", que hace que puedas elegir dos lugares del mapa, donde en ambos crecerá un edificio que al entrar una unidad en él aparece automáticamente en el otro edificio. Si los enemigos destruyen uno de ellos el otro también se destruye automáticamente.
- "Afrodita": La diosa del Amor y la Belleza es la última diosa menor que se puede elegir en la Edad Heroica.

Sus mejoras benefician a los aldeanos. La Unidad Mítica disponible si la eliges es el León de Nemea, un León de Oro cuyo poder especial es un rugido muy potente que daña todas las unidades alrededor de este. El Poder Divino que otorga se llama "Maldición", que al seleccionar un grupo de soldados humanos enemigos, un par de éstos se convierten en cerdos de forma permanente.
- "Hera": La diosa de la venganza cuyas mejoras benefician a las unidades míticas, está disponible como diosa menor al avanzar a la Edad Mítica.

Al igual que Dionisio, esta Diosa te permite crear dos unidades míticas, una terrestre y una marina.
La unidad terrestre es la medusa, una unidad de ataque a distancia cuyo ataque especial es convertir en piedra a cualquier unidad enemiga exceptuando los héroes. La unidad marina es el carcinos, un cangrejo gigante que nada velozmente.
Su poder divino es la "Tormenta de Relámpagos", donde al seleccionar una zona enemiga comenzarán a caer relámpagos sobre sus unidades y edificios.
- "Hefesto": El dios del trabajo, cuyas mejoras benefician a los soldados humanos.

Hefesto te otorga una Unidad Mítica lenta pero con un gran poder destructivo, el Coloso. Este es una estatua gigantesca de bronce que tiene una espada del mismo material, con muchos puntos de resistencia y ataque demoledor. Este tiene disponible dos mejoras, una que lo vuelve de Plata y otra de oro, mejorando su ataque y resistencia. Una característica de esta unidad es que puede regenerarse comiendo árboles u minas de oro.
El Poder Divino de Hefesto es la Bóveda de la abundancia, que hará crecer un edificio que no puede ser destruido, que te dará ingresos constantes de Madera, Oro, Alimento y Favor de los Dioses. Si los enemigos te alejan de ella y se acercan a ésta, la Abundancia será automáticamente de su propiedad.
- "Artemisa": La hermana gemela de Apolo, cuyas mejoras benefician a los Arqueros.

Te otorga la unidad mítica de la Quimera, que es una criatura que tiene una cabeza de León, una de cabra a su costado y, en vez de cola, una serpiente que lanza fuego con la boca, cuyo poder especial es lanzar una gran cantidad de fuego sobre unidades que tenga enfrente.
Su Poder Divino es el Terremoto, donde puedes seleccionar una zona cualquiera donde comenzará un terremoto que destruirá gran cantidad de unidades y edificios, cuyo epicentro será aún más destructivo.

## Deidades Nórdicas

### Odín
Dios de la sabiduría y la guerra, sus bonificaciones ayudan a los soldados humanos curándolos fuera de combate, provee 2 cuervos exploradores al inicio de la partida, las unidades creadas en el castro tienen más puntos de resistencia
Poder divino: Buena caza: incrementa los animales de caza en un área determinada
Tecnología divina: Errante solitario: los Ulfsarks tienen bonificación de movimiento
| Odín, el principal y más antiguo de los dioses nórdicos, fue elevado a prominencia en el panteón por su amor a la batalla. De este modo se ganó la popularidad entre los vikingos cuando empezaron a invadir Escandinavia. En Valhalla, su gran fortaleza palaciega, reunía a todos los caídos en combate. Eran los einheriars (muertos heroicos), guerreros que Odín escogía para ayudar a los dioses en su batalla final contra los gigantes en el Ragnarok.Aunque Odín no era un guerrero, servía de inspiración a los guerreros y los llenaba de furia asesina en la batalla, despojándolos del dolor y del miedo. Ofrendar ahorcados como sacrificio formaba parte de la adoración a Odín; de hecho, se consideraba que ahorcarse era una vía rápida para llegar al Valhalla. Los jarls y otros sectores de la nobleza nórdica tenían un gran respeto hacia Odín; la gente corriente, en cambio, le temía y prefería adorar a Thor. Odín también era el dios de la sabiduría. Arrojó uno de sus ojos a la fuente de Mimir a cambio de saciar su sed de conocimiento. Se colgó del árbol cósmico, Yggdrasil, para obtener el conocimiento de los muertos y, luego, fue devuelto a la vida mediante magia. Sus dos cuervos recorrían el mundo y lo mantenían informado de todo lo que pasaba. Odín encontró su muerte en el Ragnarok cuando se enfrentaba a Fenrir, el lobo engendrado por Loki. La adoración a Odín fue disminuyendo a medida que los vikingos dejaron de invadir para perseguir objetivos más pacíficos. Los anglosajones le pusieron su nombre (Woden) al cuarto día de su semana, el miércoles (Wednesday)."Odín da a sus dos lobos, Geri y Freki, toda la carne que le es ofrendada, pues él mismo no tiene necesidad de alimento. El hidromiel le sirve a la vez de comida y bebida."-- Gylfaginning 39 |

### Thor
Dios del trueno y la forja, permite construir una forja única desde la primera edad, las mejoras de herrería son más baratas, al iniciar partida provee dos enanos, los enanos son más eficaces para recoger alimento y madera.
Poder divino: Mina de enanos: Permite crear una mina de oro en el lugar seleccionado, el oro de la mina aumentará según lo avanzada que sea la edad en la que se le invoca.
Tecnología divina: Lanza mata-jabalíes: mejora el ataque de proyectil (empleado exclusivamente por los aldeanos y enanos para cazar) de los recolectores y aumenta la velocidad a la que recogen los animales cazados.
Edificio único: Armería enana : Edificio que remplaza la armería común. No tiene restricción de edad al desarrollar tecnologías y las mejoras son más baratas
Tecnologías únicas: Martillo de los dioses: Mejora el ataque de unidades humanas
Malla de hierro meteórico: Mejor armadura anti-cortante para las unidades humanas.
Escudos de escamas de dragón: Mejor armadura anti-proyectil para las unidades humanas.
| Información de Thor dentro del juego: \| Thor, el dios del trueno, era hijo de Odín y de Fjorgyn, la diosa de la Tierra. Era bastante grueso para ser un dios, inmensamente fuerte y tenía un apetito insaciable (en una única comida podía comerse una vaca entera). Le encantaban las competiciones de fuerza y, de todos los dioses, era el principal campeón contra sus enemigos, los gigantes de la escarcha. Era adorado por aquellos granjeros que apreciaban su honestidad y sencillez y que sentían repugnancia por el mal. Los que tenían un espíritu más invasor, en cambio, se sentían más atraídos por Odín. El arma de Thor era un martillo de guerra mágico (lanzaba rayos) con una enorme cabeza y un mango corto que nunca erraba su objetivo. Llevaba un guantelete de hierro mágico para sujetar el mango incandescente del martillo. También tenía un cinturón que, al ajustárselo, duplicaba su fuerza. A Thor le agradaba la compañía de Loki, a pesar de la propensión de este último a meterse en problemas. Las historias de sus aventuras juntos componen algunos de los episodios más ricos de la mitología nórdica. En el panteón nórdico, Thor era el destructor del mal. En el Ragnarok, aparecía alineado frente a su amigo Loki, que se había pasado al lado de los gigantes malvados de la escarcha. Thor estaba destinado a matar a la tétrica serpiente Jormungand, engendrada por Loki, pero murió en la lucha. Los anglosajones le pusieron su nombre (Thor) al quinto día de su semana, el jueves (Thursday). \| |
| Thor, el dios del trueno, era hijo de Odín y de Fjorgyn, la diosa de la Tierra. Era bastante grueso para ser un dios, inmensamente fuerte y tenía un apetito insaciable (en una única comida podía comerse una vaca entera). Le encantaban las competiciones de fuerza y, de todos los dioses, era el principal campeón contra sus enemigos, los gigantes de la escarcha. Era adorado por aquellos granjeros que apreciaban su honestidad y sencillez y que sentían repugnancia por el mal. Los que tenían un espíritu más invasor, en cambio, se sentían más atraídos por Odín. El arma de Thor era un martillo de guerra mágico (lanzaba rayos) con una enorme cabeza y un mango corto que nunca erraba su objetivo. Llevaba un guantelete de hierro mágico para sujetar el mango incandescente del martillo. También tenía un cinturón que, al ajustárselo, duplicaba su fuerza. A Thor le agradaba la compañía de Loki, a pesar de la propensión de este último a meterse en problemas. Las historias de sus aventuras juntos componen algunos de los episodios más ricos de la mitología nórdica. En el panteón nórdico, Thor era el destructor del mal. En el Ragnarok, aparecía alineado frente a su amigo Loki, que se había pasado al lado de los gigantes malvados de la escarcha. Thor estaba destinado a matar a la tétrica serpiente Jormungand, engendrada por Loki, pero murió en la lucha. Los anglosajones le pusieron su nombre (Thor) al quinto día de su semana, el jueves (Thursday).                                             |

### Loki
Dios del engaño y el mal,  sus bonificaciones benefician a los Hersires con velocidad de movimiento, los Hersires invocan unidades mitológicas si están en combate, las unidades mitológicas tienen -10% de costo en favor, las unidades de la casa comunal se creal 10% más rápido, el carro de buey cuesta menos, se mueve más rápido pero tiene 45% menos de salud.
Poder divino: Espía: Otorga la línea de visión de forma secreta de cualquier unidad enemiga a selección del jugador
Tecnología divina: Ojos en el bosque: Otorga a tus unidades +3 en su línea de visión
| Información de Loki dentro del juego: \| "Loki, hijo de gigantes, era el dios del fuego, pero también un tramposo socarrón que cambiaba de forma y se aburría de la vida rutinaria de los dioses. Aunque muchas de sus hazañas causaron grandes daños y destrozos, por lo general solía ser lo bastante rápido como para restaurar el orden y evitar el desastre total. Una vez provocó que los dioses perdieran temporalmente la fuente de su inmortalidad. En otra ocasión, puso a Thor en una situación arriesgada para su propio beneficio, pero finalmente ideó un ingenioso plan para recuperar el martillo robado de Thor. Sus trucos iban siendo cada vez más desagradables y malignos, y alcanzaron el punto culminante cuando ocasionó la muerte de Balder, el hijo de Odín. En un gran banquete, atormentó e insultó a los dioses, los cuales empezaron a perseguirlo. Loki consiguió escapar temporalmente transformándose en salmón; no obstante, no pudo escapar a los ojos de Odín, que todo lo ven, y fue atado en una cueva oscura. Del primer matrimonio de Loki con una gigante nacieron tres criaturas temibles y perversas: el lobo Fenrir, la gran serpiente Jormungand y Hela, la diosa parcialmente descompuesta del Inframundo. De su segundo matrimonio tuvo dos hijos, Vali y Narfi. Cuando Loki fue encarcelado, Vali se transformó en un lobo y mató a Narfi. Los intestinos del hombre muerto se utilizaron para atar a Loki en la cueva bajo la boca de la serpiente gigante, de la que goteaba veneno, y allí esperó el Ragnarok. Loki fue destinado a liderar el ejército del mal en la batalla final con los dioses, en la que finalmente murió a manos de Heimdall." \| |
| "Loki, hijo de gigantes, era el dios del fuego, pero también un tramposo socarrón que cambiaba de forma y se aburría de la vida rutinaria de los dioses. Aunque muchas de sus hazañas causaron grandes daños y destrozos, por lo general solía ser lo bastante rápido como para restaurar el orden y evitar el desastre total. Una vez provocó que los dioses perdieran temporalmente la fuente de su inmortalidad. En otra ocasión, puso a Thor en una situación arriesgada para su propio beneficio, pero finalmente ideó un ingenioso plan para recuperar el martillo robado de Thor. Sus trucos iban siendo cada vez más desagradables y malignos, y alcanzaron el punto culminante cuando ocasionó la muerte de Balder, el hijo de Odín. En un gran banquete, atormentó e insultó a los dioses, los cuales empezaron a perseguirlo. Loki consiguió escapar temporalmente transformándose en salmón; no obstante, no pudo escapar a los ojos de Odín, que todo lo ven, y fue atado en una cueva oscura. Del primer matrimonio de Loki con una gigante nacieron tres criaturas temibles y perversas: el lobo Fenrir, la gran serpiente Jormungand y Hela, la diosa parcialmente descompuesta del Inframundo. De su segundo matrimonio tuvo dos hijos, Vali y Narfi. Cuando Loki fue encarcelado, Vali se transformó en un lobo y mató a Narfi. Los intestinos del hombre muerto se utilizaron para atar a Loki en la cueva bajo la boca de la serpiente gigante, de la que goteaba veneno, y allí esperó el Ragnarok. Loki fue destinado a liderar el ejército del mal en la batalla final con los dioses, en la que finalmente murió a manos de Heimdall."                                             |

### Dioses menores de la Edad Clásica
Freya:
Diosa del amor, la belleza y la pureza, sus mejoras benefician a la caballería
Poder divino: Fuego en el bosque: incendia un grupo de árboles hasta hacerlos desaparecer. El fuego puede extenderse y consumir edificios o dañar unidades cercanas.
Tecnologías míticas: Aurora boreal: otorga más puntos de resistencia a las Valquirias y sanan más rápido.
Cascos atronadores: aumenta los puntos de resistencia y la velocidad de la caballería.
Unidad Mítica: Valquirias: Guerrera montada que puede sanar unidades aliadas.
| Hija de Niord, la diosa del mar. Freya era la diosa del amor y de la lujuria. Su imagen correspondía a la de una mujer de ojos azules y de voluptuosa figura. Cuenta la leyenda que se pasó la vida buscando en los cielos y en la tierra a Odur, su marido perdido, mientras derramaba lágrimas que se convertían en oro al caer en la tierra, y en ámbar en el mar. (Odur pudo haber sido Odín). En la tradición germánica, Freya y las otras dos diosas de los Vanir (diosas de la fertilidad) se trasladaron a Asgard, donde convivieron con los aesir (dioses de la guerra) como prueba de amistad tras una guerra. Llevaba un collar llamado Brisingamen, un tesoro de enorme valor y belleza que obtuvo al dormir con los cuatro enanos que lo fabricaron. También compartió la mitad de los muertos de guerra con Odín. Una mitad se fue con él a Valhalla y la otra mitad se fue con Freya a vivir en su gran palacio. |

### Forseti
Dios de la justicias, sus mejoras ayudan a los ulfsarks y Hersires.
Poder divino: Aguas milagrosas: Invoca un manantial que cura progresivamente a las unidades cercanas, no puede ser destruida pero puede caer bajo el control enemigo

#### Tecnologías míticas: Salón de los Thanes: aumenta la velocidad y los puntos de resistencia de los Hersires.
Coraza de mitril: Mejora la armadura anti cortante de los ulfsarks.
Unidad Mítica: Trol: unidad mítica con ataque a distancia que se puede curar con el daño que inflija al enemigo
| Información de Forseti dentro del juego: \| "Hijo de Blader. Era el dios de la justicia y un puntual para la paz. Se sentaba en su salón y allí admiraba a la justicia y solventaba las disputas tanto de los hombres como de los dioses, cuenta la leyenda que siempre lograba que las partes en conflicto llegaran a un acuerdo y que todos consideraban justos los juicios que él emitía." \| |
| "Hijo de Blader. Era el dios de la justicia y un puntual para la paz. Se sentaba en su salón y allí admiraba a la justicia y solventaba las disputas tanto de los hombres como de los dioses, cuenta la leyenda que siempre lograba que las partes en conflicto llegaran a un acuerdo y que todos consideraban justos los juicios que él emitía."                                                |

### Heimdall
Dios de la vigilancia y de la luz de las estrellas. Sus mejoras benefician a los edificios.
Poder divino: destruye total o parcialmente algún edificio, especialmente útil contra murallas, torres o edificios que estén demasiado cerca unos de otros.
Tecnologías míticas: Viento ártico: Barco dragón de arqueros +10% puntos de resistencia y velocidad.
Protección: Torres y muros tienen el doble de puntos de resistencia y las torres son un 25% más baratas.
Caldero de Elhrimnir: Einheriars +10% puntos de resistencia y un +40% de ataque.
Unidad mítica: Einheriars: Unidad cuerpo a cuerpo poderosa pero lenta, efectiva contra edificios y suena un cuerno para aumentar el ataque de las unidades aliadas cercanas durante un breve periodo.
| Información de Heimdall dentro del juego: \| "Conocido como el dios blanco, se sentaba junto a la entrada del puente del arco iris para vigilar que no entrara ningún gigante o monstruo en la fortaleza de los dioses. Necesitaba muy pocas horas de sueño y su capacidad de percepción era tan grande que podía oír el sonido del césped brotando de la tierra o el de la lana creciendo del lomo de una oveja. Cuentan las leyendas que podía ver a cien millas a su alrededor. Llevaba un cuerno llamado Gjallar, con el cual podría avisar a los dioses cuando comenzara el Ragnarok. Durante el Ragnarok, él fue el último en caer en un combate cuerpo a cuerpo con Loki." \| |
| "Conocido como el dios blanco, se sentaba junto a la entrada del puente del arco iris para vigilar que no entrara ningún gigante o monstruo en la fortaleza de los dioses. Necesitaba muy pocas horas de sueño y su capacidad de percepción era tan grande que podía oír el sonido del césped brotando de la tierra o el de la lana creciendo del lomo de una oveja. Cuentan las leyendas que podía ver a cien millas a su alrededor. Llevaba un cuerno llamado Gjallar, con el cual podría avisar a los dioses cuando comenzara el Ragnarok. Durante el Ragnarok, él fue el último en caer en un combate cuerpo a cuerpo con Loki."                                                 |

### Skadi
Diosa de la caza, el invierno y las ventiscas gélidas, sus mejoras benefician a los aldeanos y a los lanzadores de hachas.
Poder divino: Escarcha: Congela unidades enemigas dejándolas inmóviles dentro de una pequeña área otorgándoles 100% de bonificación de armadura mientras dure el poder divino.
Tecnología mítica: Cosecha de invierno: Aumenta la velocidad con la que se recoge alimento de las granjas en un 20%.
Hacha de cazadora: Mejora el ataque de los lanzadores de hachas un 20%
Unidad mítica: Gigantes de escarcha: Unidad mítica capaz de congelar a unidades enemigas con su aliento
| Información de Skadi dentro del juego: \| Diosa del invierno y cazadora con arco. El nombre de Escandinavia proviene de ella. Era hija del gigante Thiazi. Cuando los dioses mataron a Thiazi, Skadi marchó a Asgard en busca de venganza. Temeroso de enfrentarse con la diosa del invierno, el dios de Asgard le ofreció colocar los ojos de su padre en el cielo, como estrellas, y le ofreció desposar a un dios. La única condición impuesta fue que debía elegir compañero con sólo ver los pies de los candidatos. Ella esperaba elegir a Balder, pero erró el tino y escogió a Niord, un dios del mar. No estaban hechos el uno para el otro y, finalmente, se separaron. Hay quien afirma que se casó con Uller, dios de los patines de nieve y el tiro con arco. Otros cuentan que dio a Odín varios hijos. \| |
| Diosa del invierno y cazadora con arco. El nombre de Escandinavia proviene de ella. Era hija del gigante Thiazi. Cuando los dioses mataron a Thiazi, Skadi marchó a Asgard en busca de venganza. Temeroso de enfrentarse con la diosa del invierno, el dios de Asgard le ofreció colocar los ojos de su padre en el cielo, como estrellas, y le ofreció desposar a un dios. La única condición impuesta fue que debía elegir compañero con sólo ver los pies de los candidatos. Ella esperaba elegir a Balder, pero erró el tino y escogió a Niord, un dios del mar. No estaban hechos el uno para el otro y, finalmente, se separaron. Hay quien afirma que se casó con Uller, dios de los patines de nieve y el tiro con arco. Otros cuentan que dio a Odín varios hijos.                                              |

### Niord
Dios de las tormentas y los huracanes, sus mejoras benefician a los barcos, unidades míticas y los castros.
Poder divino: Bosques vivientes: Da vida a un grupo de árboles dentro de una pequeña área para que ataque al enemigo, los árboles se moverán a voluntad dentro de un área pequeña pero no podrás controlarlos
Tecnología mítica:  Ira de las profundidades: Las unidades míticas "Krakens"  tienen una bonificación del 25% en puntos de resistencia.
Donador de anillos: Aumenta los puntos de resistencia de los Jarls
Serpientes de dragón: Aumenta el ataque de los barcos dragón de arqueros y la resistencia de los barcos de asedio
Unidad mítica: Gigante: Unidad terrestre mítica que carga un golpe devastador, eficaz contra edificios
Kraken: Unidad marina capaz de hundir o lanzar por los aires cualquier barco enemigo.
| Información de Niord dentro del juego: \| Uno de los Vanir o dioses de la fertilidad. Eligió vivir en Asgard junto con los aesir cuando ambas facciones hicieron la paz. Niord era un dios del mar, por lo que aquellos que lo adoraban, conseguían viajes seguros en el mar, además de hijos y buena fortuna en la tierra. Era percibido como un espíritu noble y anciano capaz de calmar las aguas, que a menudo eran embravecidas por Aegir, dios bastante más tempestuoso. Se dice que a Niord le encantaban las zonas litorales habitadas por gaviotas, cisnes y otras aves que consideraba sagradas. Era popular entre los pescadores y se creía que ayudaba a los barcos en peligro. Él era el responsable de las tormentas veraniegas. Skadi eligió a Niord como marido por sus hermosos pies. \| |
| Uno de los Vanir o dioses de la fertilidad. Eligió vivir en Asgard junto con los aesir cuando ambas facciones hicieron la paz. Niord era un dios del mar, por lo que aquellos que lo adoraban, conseguían viajes seguros en el mar, además de hijos y buena fortuna en la tierra. Era percibido como un espíritu noble y anciano capaz de calmar las aguas, que a menudo eran embravecidas por Aegir, dios bastante más tempestuoso. Se dice que a Niord le encantaban las zonas litorales habitadas por gaviotas, cisnes y otras aves que consideraba sagradas. Era popular entre los pescadores y se creía que ayudaba a los barcos en peligro. Él era el responsable de las tormentas veraniegas. Skadi eligió a Niord como marido por sus hermosos pies.                                              |

### Bragi
Dios de la música, la poesía y el aguamiel, sus mejoras benefician a los Ulfsarks.
Poder divino: Armas incendiarias: Aumenta el ataque de todas las unidades humanas y héroes en un 100% durante 1 minuto.
Tecnología mítica: Llamada de Valhalla: Ulfsarks tienen una bonificación de 15% puntos de resistencia.
Formación en cuña: Ulfsarks se hacen más eficaces contra la caballería provocando el doble de daño contra la caballería.
Runa Thurisaz: Unidades míticas  tienen una bonificación de 12% velocidad de movimiento.
Unidad mítica: Jabalí de Batalla: Unidad mítica terrestre que puede lanzar por los aires a los enemigos a su alrededor
| Información de Bragi dentro del juego: \| Uno de los Vanir o dioses de la fertilidad. Eligió vivir en Asgard junto con los aesir cuando ambas facciones hicieron la paz. Niord era un dios del mar, por lo que aquellos que lo adoraban, conseguían viajes seguros en el mar, además de hijos y buena fortuna en la tierra. Era percibido como un espíritu noble y anciano capaz de calmar las aguas, que a menudo eran embravecidas por Aegir, dios bastante más tempestuoso. Se dice que a Niord le encantaban las zonas litorales habitadas por gaviotas, cisnes y otras aves que consideraba sagradas. Era popular entre los pescadores y se creía que ayudaba a los barcos en peligro. Él era el responsable de las tormentas veraniegas. Skadi eligió a Niord como marido por sus hermosos pies. \| |
| Uno de los Vanir o dioses de la fertilidad. Eligió vivir en Asgard junto con los aesir cuando ambas facciones hicieron la paz. Niord era un dios del mar, por lo que aquellos que lo adoraban, conseguían viajes seguros en el mar, además de hijos y buena fortuna en la tierra. Era percibido como un espíritu noble y anciano capaz de calmar las aguas, que a menudo eran embravecidas por Aegir, dios bastante más tempestuoso. Se dice que a Niord le encantaban las zonas litorales habitadas por gaviotas, cisnes y otras aves que consideraba sagradas. Era popular entre los pescadores y se creía que ayudaba a los barcos en peligro. Él era el responsable de las tormentas veraniegas. Skadi eligió a Niord como marido por sus hermosos pies.                                              |

### Tyr
Dios de la guerra, sus mejoras benefician a los Ulfsarks y a los Husacarles.
Poder divino: Fimbulwinter: aparecen lobos de Fimbulwinter en los centros urbanos enemigos y los asentamientos sin ocupar, aunque el jugador no pueden controlarlos, los lobos atacan a todo alrededor y los jugadores no pueden invocar ningún otro poder divino hasta que el tiempo de Fimbulwinter acabe.
Tecnología mítica: Valentía: Los huscarles tienen una bonificación de daño, especialmente a los edificios.
Banda de guerreros en trance: los Ulfsarks aumentan sus puntos de resistencia y puntos de ataque.
Unidad mítica: Camada de lobos Fenrir: Unidad terrestre, lobo gigante que recibe bonificación de ataque en proporción del número de Lobos Fenrir que haya a su lado.
Angula de Jormund: Unidad mítica marina, feroces serpientes marinas que miden 18 metros de largo y exhalan vapor venenoso que es muy efectivo contra otras unidades míticas, barcos e incluso soldados humanos.
| Información de Tyr dentro del juego: \| "Hijo de Odín y Friga. Tyr era el dios de la guerra y era conocido por su fuerza y coraje. Al igual que Odín, le eran ofrendados sacrificios de hombres ahorcados. Su historia está unida a la de Fenrir, el hijo lobo de Loki. A Tyr le fue asignada la difícil tarea de alimentar a Fenrir, hasta que Odín se percató de que Fenrir se estaba haciendo cada vez más poderoso y peligroso. Los dioses decidieron entonces encadenarlo en el Inframundo para que no pueda hacer daño a nadie. Para convencerlo de que una cadena mágica alrededor de su cuello no le haría ningún daño, Tyr tuvo que meter su mano derecha en la boca del lobo. En cuanto Fenrir se dio cuenta de que la cadena era indestructible, le arrancó la mano de un mordisco. La pérdida de su mano supuso una humillación a los ojos de los otros dioses, los cuales se mofaron de su dolor. Fue destinado a luchar contra el gran sabueso Garm, perro que vigilaba las puertas de Hela durante el Ragnarok. En este último enfrentamiento, Garm se abalanzó al cuello de Tyr y ambos murieron en la lucha. El dios Tyr fue suplicado antes de la batalla y su runa fue grabada en las espadas. Tyr tal vez fue el dios principal en los primeros panteones nórdicos; sin embargo, fue perdiendo importancia a medida que la adoración a Odín aumentaba. Los anglosajones lo llamaban Tiw y dieron su nombre a su tercer día de la semana, el martes (Tuesday)." \| |
| "Hijo de Odín y Friga. Tyr era el dios de la guerra y era conocido por su fuerza y coraje. Al igual que Odín, le eran ofrendados sacrificios de hombres ahorcados. Su historia está unida a la de Fenrir, el hijo lobo de Loki. A Tyr le fue asignada la difícil tarea de alimentar a Fenrir, hasta que Odín se percató de que Fenrir se estaba haciendo cada vez más poderoso y peligroso. Los dioses decidieron entonces encadenarlo en el Inframundo para que no pueda hacer daño a nadie. Para convencerlo de que una cadena mágica alrededor de su cuello no le haría ningún daño, Tyr tuvo que meter su mano derecha en la boca del lobo. En cuanto Fenrir se dio cuenta de que la cadena era indestructible, le arrancó la mano de un mordisco. La pérdida de su mano supuso una humillación a los ojos de los otros dioses, los cuales se mofaron de su dolor. Fue destinado a luchar contra el gran sabueso Garm, perro que vigilaba las puertas de Hela durante el Ragnarok. En este último enfrentamiento, Garm se abalanzó al cuello de Tyr y ambos murieron en la lucha. El dios Tyr fue suplicado antes de la batalla y su runa fue grabada en las espadas. Tyr tal vez fue el dios principal en los primeros panteones nórdicos; sin embargo, fue perdiendo importancia a medida que la adoración a Odín aumentaba. Los anglosajones lo llamaban Tiw y dieron su nombre a su tercer día de la semana, el martes (Tuesday)."                                            |

Balder:
Dios de la belleza, el tiempo y la luz, sus mejoras benefician a las armas de asedio y a la caballería.
Poder divino: Ragnarok: Al ser invocado convierte a todos tus recolectores, aldeanos y enanos en "Héroes del Ragnarok"  eficaces contra unidades míticas y capaces de construir.
Tecnología mítica: Temporal ártico: aumenta la velocidad del barco dragón de asedio y la resistencia de los barcos martillos.
Barrena de los Enanos: Ariete portátil recibe una bonificación de 20% de velocidad y 20% de daño demoledor y se crea el doble de rápido.
Hijos de Slepnir: Caballería de asalto hace el doble de daño contra arqueros y lanzadores de hacha.
Unidad mítica: Gigante de fuego: Unidad terrestre capaz de dañar a varias unidades a la vez
| Información de Balder dentro del juego: \| Hijo de Odín y de Friga, y padre de Forseti. Balder extendía la buena voluntad y la paz allá a donde fuera, motivo por el que se convirtió en uno de los dioses más queridos. Su popularidad y bondad innata causaron la ira de Loki, que siempre andaba maquinando. Las pesadillas, signo de muerte inminente, atormentaban a Balder, razón por la que los dioses empezaron a preocuparse. Después de muchas dificultades, Odín determinó el destino de Balder y tomó las medidas necesarias para evitarlo. Sin embargo, Loki se interpuso y Balder murió por culpa de una rama de muérdago que fue arrojada por su hermano ciego Hoder, tal y como había sido pronosticado. Loki frustró todos los intentos de rescatar a Balder de Hela. De todas formas, se confiaba en que Balder regresaría al mundo, después de una enorme catástrofe, y gobernaría un mundo rejuvenecido. \| |
| Hijo de Odín y de Friga, y padre de Forseti. Balder extendía la buena voluntad y la paz allá a donde fuera, motivo por el que se convirtió en uno de los dioses más queridos. Su popularidad y bondad innata causaron la ira de Loki, que siempre andaba maquinando. Las pesadillas, signo de muerte inminente, atormentaban a Balder, razón por la que los dioses empezaron a preocuparse. Después de muchas dificultades, Odín determinó el destino de Balder y tomó las medidas necesarias para evitarlo. Sin embargo, Loki se interpuso y Balder murió por culpa de una rama de muérdago que fue arrojada por su hermano ciego Hoder, tal y como había sido pronosticado. Loki frustró todos los intentos de rescatar a Balder de Hela. De todas formas, se confiaba en que Balder regresaría al mundo, después de una enorme catástrofe, y gobernaría un mundo rejuvenecido.                                               |

### Hela
Diosa del inframundo, sus mejoras benefician a las unidades míticas
Poder divino: Nidhogg: Invoca un poderoso dragón que sólo puede ser atacado por unidades con ataque de rango, no puede regenerarse
Tecnología mítica:  Destrucción: Las unidades míticas se generan casi al instante
Sangre de granito: Los puntos de resistencia de los 3 tipos de gigantes son mejorados: el Gigante de la escarcha, el Gigante de las montañas y el Gigante de fuego.
Unidad mítica: Gigante de la escarcha, Gigante, Gigante de fuego; Hela permite crear gigantes a pesar de no elegir a los dioses menores que los ofrecían en sus unidades míticas (Balder, Skadi o Niord) sin embargo no puede obtener las tecnologías míticas que ofrecen dichos dioses para mejorar estas unidades.
| Información de Hela dentro del juego: \| Hija de Loki y de una gigante de la escarcha. Hela fue desterrada por Odín al infierno, donde gobernó sobre los muertos por enfermedad, por vejez y por pena de muerte. Su poder era tal que podía desafiar a otros dioses, incluido Odín. Se decía que tenía el torso y la cara de una mujer viva, pero las piernas de un cadáver. Su trono era conocido como el lecho de los enfermos. \| |
| Hija de Loki y de una gigante de la escarcha. Hela fue desterrada por Odín al infierno, donde gobernó sobre los muertos por enfermedad, por vejez y por pena de muerte. Su poder era tal que podía desafiar a otros dioses, incluido Odín. Se decía que tenía el torso y la cara de una mujer viva, pero las piernas de un cadáver. Su trono era conocido como el lecho de los enfermos.                                             |

## Reliquias
En los mapas de AoM se pueden encontrar diversas reliquias que, guarecidas en un templo, generan favores divinos de muy diversa índole. Solo los héroes y los sacerdotes egipcios pueden recoger esas reliquias y depositarlas en los templos, cada templo puede albergar un máximo de 5 reliquias.

## Estrategias y victoria
El ordenador (o sistema) adopta una de las siguientes personalidades para cada civilización, cada una con una estrategia diferente:
- Corredor agresivo: Estrategia militar. Ataca rápidamente a sus oponentes desde la primera edad. Al mismo tiempo fortalece su economía. Este tipo de jugador atacará con pocos soldados, pero lo hará muchas veces.
- Gran estruendo: Estrategia económica. Este jugador se centrará en hacerse más fuerte, tanto en economía como en defensa. Atacará sólo en la última edad con un ejército numeroso.
- Equilibrado: Usa ambas estrategias y no se centra en ninguna en especial.
- Estructural: Estrategia estructural. Consiste en que construyen, se expanden rápidamente y no dejan recursos suficientes para el oponente. Este en consecuencia no se puede desarrollar muy bien, lo que causa desventaja.
- Existe otra personalidad llamada Aleatoria. Al seleccionarla, el ordenador elige "al azar" una de 4 personalidades disponibles.

No es una estrategia en sí, pero añade un desafío adicional a la partida tener que descubrir cuál de las cuatro estrategias es la que ha seleccionado el ordenador.
En Age of Mythology: The Titans Expansion, las estrategias corredor agresivo, gran estruendo y equilibrado cambian de nombre y se añaden otras estrategias diferentes para el ordenador. No se debe usar esta información como referencia para ese juego.

## Comunidad
Pese a haber sido lanzado en 2002, el juego aún cuenta con una importante comunidad de seguidores. El poderoso editor de escenarios que incluye el juego hace posible que los usuarios continúen elaborando nuevos mapas con modos de juego novedosos. Además de esto, la arquitectura gráfica de los recursos de programa hace que sea relativamente fácil su modificación.